# Resumo dos cinco números
O resumo dos cinco números é uma estatística descritiva que representa informação recolhida através de um número de observações. Ela é composta pelos cinco percentis:
- Mínimo amostral
- Quartil inferior (Q1)
- Mediana (Q2)
- Quartil superior (Q3)
- Máximo amostral

Para esta estatística existir é necessário que os percentis tenham como base uma variável aleatória que seja avaliada numa escala. 